# Zanthoxylum oahuense
Zanthoxylum oahuense es una especie de árbol perteneciente a la familia de las rutáceas. Es nativa de la isla de Oahu en Hawái. 

## Descripción
Es un pequeño árbol que alcanza un tamaño de 5 m de altura. Se encuentra en los bosques húmedos en elevaciones de 580-800 m. Se encuentra amenazada por la pérdida de hábitat.

## Taxonomía
Zanthoxylum oahuense fue descrita por William Hillebrand y publicado en Fl. Hawaiian Isl. 75, en el año 1888.
Sinonimia
- Fagara oahuensis (Hillebr.) Engl.[5][2]